# Noordelijke stekelstaartkangoeroe
De noordelijke stekelstaartkangoeroe (Onychogalea unguifera) is een zoogdier uit de familie van de kangoeroes (Macropodidae). De wetenschappelijke naam van de soort werd voor het eerst geldig gepubliceerd door John Gould in 1840.

## Uiterlijke kenmerken
De noordelijke stekelstaartkangoeroe is de grootste stekelstaartkangoeroe en de enige die nog algemeen voorkomt. De bovenkant van het lichaam is zandbruin, de onderkant wit. De grote oren zijn lichtgrijs. Over de wangen en de heupen lopen witte strepen. De lange staart is bij de wortel lichtgrijs, maar de achterste helft is zwart. De kop-romplengte bedraagt 500 tot 700 mm, de staartlengte 600 tot 740 mm, de oorlengte 80 tot 92 mm en het gewicht 5000 tot 9000 g. Staande is hij tot 650 mm hoog.

## Voorkomen
De soort komt voor in de drogere delen van Noord-Australië, van het zuiden van de Kimberley (Noordoost-West-Australië) tot de westkant van het Kaap York-schiereiland (Noord-Queensland).

## Leefwijze
Deze solitaire soort is 's nachts actief en eet fruit, kruiden, gras en andere vegetatie. Overdag verbergt hij zich in dichte vegetatie.